# Bugesera
Bugesera is een district (akarere) in de oostelijke provincie van Rwanda. De hoofdstad is Nyamata.
In het district bevinden zich twee gedenkplaatsen van de Rwandese Genocide in Nyamata en Ntarama.

## Geografie
Bugesera omvat gebieden ten zuiden van Kigali, die in de voormalige provincie Kigali Ngali lagen, rond de stad Nyamata. Het gebied is aangewezen als locatie voor een nieuwe internationale luchthaven ter vervanging van Kigali International Airport.
Het gebied heeft een gemiddeld hogere dagtemperatuur dan het Rwandese gemiddelde en een lagere neerslag dan het gemiddelde, wat soms tot droogte leidt.

## Sectoren
Bugesera is verdeeld in 15 sectoren (imirenge): Gashora, Juru, Kamabuye, Ntarama, Mareba, Mayange, Musenyi, Mwogo, Ngeruka, Nyamata, Nyarugenge, Rilima, Ruhuha, Rweru en Shyara.

## Externe links

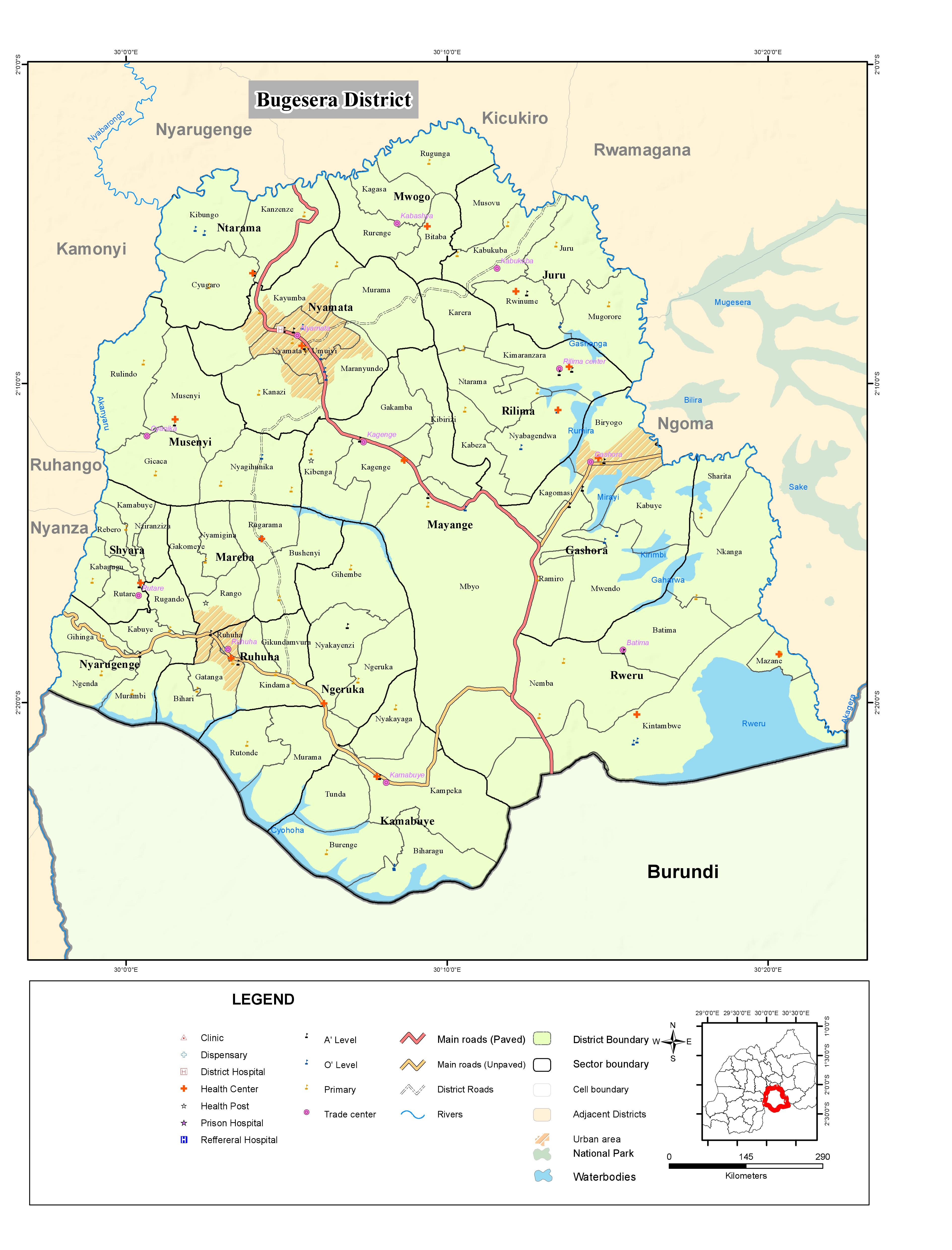
Kaart van het district Bugesera